# Bataille de Hoa Moc
Guerre franco-chinoise
Batailles
- Expédition du Tonkin
- Sontay
- Bac Ninh
- Bac Le
- Fuzhou
- Keelung
- Tamsui
- Kep
- Shipu
- Zhenhai
- Lang Son (1re)
- Nui Bop
- Tuyen Quang
- Yu Oc
- Hoa Moc
- Phu Lam Tao
- Bang Bo
- 2e Lang Son
- Pescadores

Le combat de Hoa-Moc est un affrontement de la guerre franco-chinoise qui a lieu au Tonkin les 2 et 3 mars 1885, dans l'actuelle province vietnamienne de Tuyên Quang, au cours duquel la brigade du colonel Giovanninelli du Corps expéditionnaire du Tonkin bat les Pavillons noirs, l'Armée du Yunnan et débloque le poste français assiégé de Tuyen Quang.

## Contexte
Pendant la guerre franco-chinoise, au Tonkin, à Tuyên Quang dans l'actuelle province vietnamienne de Tuyên Quang, deux compagnies du 1er bataillon de la Légion étrangère commandées par le chef de bataillon Marc-Edmond Dominé sont assiégées par les Pavillons Noirs depuis le 21 décembre 1884.
Vainqueur de l'armée du Kouang-Si à Dong-Son le 13 février 1885, Brière de l'Isle, laissant la brigade Négrier à Lang-Son, rejoint Hanoï et avec la brigade Giovanninelli marche sur Tuyen Quang.

## Ordre de bataille chinois
Sous le commandement personnel de Liu Yongfu (Lu-Vĩnh-Phước en vietnamien) sont rassemblés environ 6 000 hommes (Pavillons Noirs et soldats réguliers chinois) qui tiennent trois lignes de tranchées successives s'appuyant à l'est sur la Rivière Claire et à l'ouest sur les flancs de la montagne.

## Ordre de bataille français
La brigade de Giovanninelli est renforcée à sept bataillons d'infanterie :
- Infanterie
  - deux bataillons de turcos du 1er et 3e régiment de tirailleurs algériens (Mibielle et Comoy)
  - deux bataillons d'infanterie de marine du 4e régiment de marche d'infanterie de marine (Mahias et Lambinet)
  - deux bataillons mixtes (Maussion)
    - deux compagnies du 1er bataillon de la Légion étrangère
    - une compagnie d'infanterie de marine du 4e régiment de marche d'infanterie de marine

  - un bataillon de tirailleurs tonkinois (Tonnot)
- Artillerie
  - deux batteries du 4e régiment d'artillerie de marine (Capitaines Jourdy et Péricaud)
- Flottille du Tonkin
  - Cinq canonnières (Éclair, Henri Rivière, Berthe de Villers, Moulun et Trombe)

## Bataille

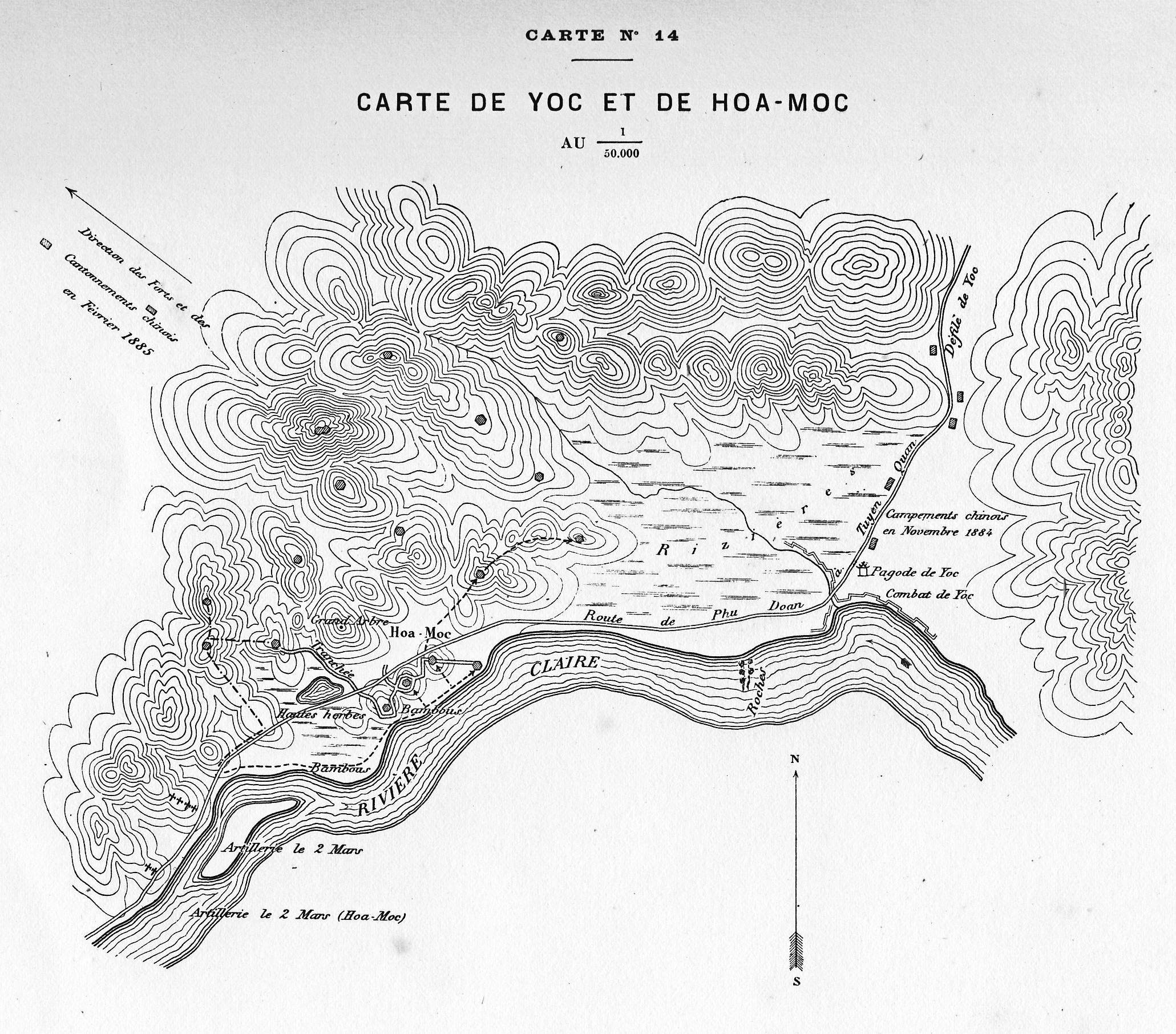
Carte des batailles de Yu Oc (19 novembre 1884) et de Hoa Moc (2 mars 1885)

Le 2 mars la colonne de secours, avec à sa tête le général Brière de l’Isle et commandée par le colonel Giovaninelli, accroche les Chinois, à Hoa Moc, à huit kilomètres de la citadelle.
La colonne se heurte à trois lignes successives de palissades et de tranchées dans un défilé fortifié par Liu Yongfu. La configuration du terrain ne permet ni à l'artillerie ni à la flottille d'appuyer l'infanterie par leurs tirs.
Après un bombardement, un peloton de tirailleurs tonkinois est envoyé pour aborder les tranchées chinoises qui semblent abandonnées mais une fusillade à bout portant tue ou blesse vingt hommes. Tôt dans l'après-midi, Giovanninelli décide d'attaquer le flanc gauche de la ligne défensive chinoise. Le premier assaut est fait par le bataillon Turco de Comoy. L'assaut est repoussé.
Un deuxième assaut français est lancé par le bataillon d'infanterie de marine de Mahias. L'attaque est repoussée, occasionnant de lourdes pertes. Giovanninelli renforce alors les attaquants avec le bataillon d'infanterie de marine de Lambinet pour un troisième assaut qui prend une grande partie des premières tranchées ennemies. Pour faire diversion, Liu Yongfu a lancé une contre-attaque contre le flanc français, mais il a essuyé de lourdes pertes.
Pendant la nuit du 2 mars les Chinois et les Pavillons Noirs contre-attaquent pour récupérer les tranchées perdues, mais ils sont repoussés à la baïonnette par les Turcos de Comoy dans un combat au corps à corps.
Au matin du 3 mars, Giovanninelli attaque avec sa brigade entière la ligne de tranchée toujours dans les mains ennemies. L'infanterie française charge, s'attendant à une fusillade à bout portant. Au lieu de cela, les tranchées ennemies sont désertes. Les Chinois et les Pavillons Noirs avaient évacué leurs positions avant l'aube, laissant libre l'accès à Tuyen Quang.
Dans cette bataille, la colonne de renfort a perdu 400 hommes dont 34 officiers.

## Conséquences
Le matin du 3, la garnison est rejointe par les renforts de la colonne de secours, en tête de laquelle marchent les deux autres compagnies du bataillon de la Légion, commandées par le capitaine Frauger.
Coûteuse, la victoire de Giovanninelli a cependant sauvé la garnison de Tuyen Quang. L'Armée du Yunnan et les Pavillons Noirs ont levé le siège et se sont retirés à l'ouest. Brière de l'Isle a loué le courage de la garnison en difficulté dans un ordre du jour largement cité : « Aujourd'hui, vous jouissez de l'admiration des hommes qui vous ont délivrés avec un coût très lourd. Demain, toute la France vous applaudira ! »

## Ordre du jour du général Brière de l’Isle à la1reBrigade en date du 5 mars 1885
Vous venez d’ajouter une glorieuse page à l’histoire du corps expéditionnaire. Après vos victoires sur la route de Chu à Lang-Son, sans vous accorder un repos déjà bien mérité, j’ai dû vous demander de nouveaux efforts, vous conduire à de nouveaux dangers. L’entrain que vous avez montré dans vos belles marches de Lang-Son à Hanoï et sur les rives de la rivière Claire a prouvé que vous sentiez l’importance de vos nouvelles opérations. Le 2 mars, vous avez rencontré l’armée chinoise, descendue du Yun-Nan, retranchée dans une série d’ouvrages formidables, sur un terrain d’une difficulté inouïe. L’ennemi, renforcé de tous les bandits de Luu-Vinh-Phuoc, avait annoncé bien haut qu’il vous barrerait la route de Tuyen-Quan, assiégé avec rage par lui. Sans tenir compte du nombre de vos adversaires, vous avez enlevé de vive force les ouvrages de Hoa-Moc après une lutte de près de vingt-quatre heures. Le résultat a répondu à vos sacrifices, et, le 3 mars, vous serriez la main des braves de l’héroïque garnison que vous veniez d’égaler. Honneur à vous tous !

## Décoration
- TUYEN-QUAN 1885, HOA-MOC 1885 sont inscrits sur le drapeau des régiments cités lors de cette bataille [1].